# Štiavnik
Štiavnik est un village de Slovaquie situé dans la région de Žilina.

## Histoire
Première mention écrite du village en 1439.

## Démographie

### Évolution de la population
| Année:               | 1994. | 2004.   | 2014.   | 2024.   |
| -------------------- | ----- | ------- | ------- | ------- |
| Nombre de personnes: | 3944  | 4097    | 4101    | 3920    |
| Différence:          |       | +3,87 % | +0,09 % | -4,41 % |

| Année:               | 2023. | 2024.   |
| -------------------- | ----- | ------- |
| Nombre de personnes: | 3933  | 3920    |
| Différence:          |       | -0,33 % |

## Personnalités
- Ján Kuciak - Journaliste